# Melanie Jans
Pour les articles homonymes, voir Jans (homonymie).
Melanie Jans, née le 3 juillet 1973 à Montréal , est une joueuse professionnelle de squash représentant le Canada. Elle atteint le 25e rang mondial en mars 1999, son meilleur classement après avoir rejoint le circuit WSA en 1991. Elle obtient 4 titres de championne du Canada.
Elle obtient la médaille d'or par équipe aux Jeux panaméricains de 1995 et à la fois en individuel et par équipes aux Jeux panaméricains de 1999.
Elle se retire de la compétition en 2006 et devient en 2012 entraîneur de l'équipe féminine du Canada.

## Palmarès

### Titres
- Championnats du Canada : 4 titres (1998, 2000, 2001, 2004)